# Kebon Dalem Lor
Kebon Dalem Lor is een bestuurslaag in het regentschap Klaten van de provincie Midden-Java, Indonesië. Kebon Dalem Lor telt 4022 inwoners (volkstelling 2010).